# Gonialoe sladeniana
Gonialoe sladeniana — вид сукулентних квіткових рослин родини ксантореєвих (Xanthorrhoeaceae).

## Поширення
Ендемік Намібії. Поширений уцентральній частині країни на південний захід від Віндгука. Його ареал знаходиться південніше ареалу Gonialoe dinteri, але північніше ареалу Gonialoe variegata.

## Опис
Листя коротке та опушене, до 7-8 см завдовжки. Має нерівні загострені краї. На краях розташовуються короткі жорсткі вирости. Вирости здаються крихкими і напівпрозорими, але насправді вони дуже міцні. Лист закінчується короткою гострою вершиною. Цвісти Gonialoe sladeniana починає на 2-3 рік. Квітконіс з'являється з центру маленької розетки і часом досягає двох метрів заввишки. Квітки розташовуються к колосоподібному суцвітті. Квіти кріпляться до основної стрижня довгими ніжками. Забарвлення трубчастих квіток блідо-рожева. Плід - коробочка, завдовжки 3-4 см. В кожному плоді може бути декілька десятків насінин.